# 馈给和逆馈
馈给和逆馈（英語：(counter)feeding）是音系学和历史语言学中一对音系规则的两种关系。忽略两条音系规则𝔸和𝕆的实际顺序而假定𝔸先于𝕆，如果𝔸能够扩大𝕆的施用面，则称：
- 𝔸馈给𝕆，若𝔸实际先于𝕆；或
- 𝔸逆馈𝕆，若𝕆实际先于𝔸。

## 馈给
考虑两条有序的音系规则：
1. 𝔸：M → N
2. 𝕆：NP → NQ

因为𝔸的施用，𝕆的施用面扩大到涵盖了MP → NQ，并且𝔸先于𝕆，因此称居先的𝔸馈给居后的𝕆。

### 例
英国英语有如下顺序的两条规则：:218
1. 𝔸：在词末的鼻音和清擦音之间增生和鼻音同部位的清塞音（/prɪns/ → /prɪnts/）；
2. 𝕆：词末的复辅音逢前面是浊音时发生前声门化（/prɪnts/ → /prɪnʔts/，/lʊkt/ → /lʊʔkt/）。

/prɪns/施用增生（𝔸）变成/prɪnts/后让前声门化（𝕆）成为可能，因此称增生（居先的𝔸）馈给前声门化（居后的𝕆）。    

## 逆馈
如果上述𝔸和𝕆的顺序正好相反：
1. 𝕆：NP → NQ
2. 𝔸：M → N

则因为假定顺序颠倒时𝔸馈给𝕆，称居后的𝔸逆馈居先的𝕆。
逆馈会造成音系学的不透明，具体说是欠施用。在这个逆馈的例子中，MP经过𝔸施用后最终变为NP，这个表层的NP虽然符合𝕆的条件但并没有变为NQ，因此称𝕆欠施用。

### 例
法语有如下顺序的两条规则：:219
1. 𝕆：词末辅音在后接辅音时删去（/pətit nəvø/ → /pəti nəvø/）；
2. 𝔸：词末/ə/删去（/pətitə njɛs/ → /pətit njɛs/）。

假定两规则顺序倒换，则/pətitə njɛs/施用删去辅音（𝔸）变成/pətit njɛs/后将让删去/ə/（𝕆）成为可能，因此称删去辅音（居后的𝔸）逆馈删去/ə/（居先的𝕆）。

### 链变
在历史语言学中，一系列逆馈的规则又叫链变。如A→B→C的链变，原来的B变成了C，原来的A变成了B，链上的每一环节只移动了一步。例如英语元音大推移，原来的长前元音高化，原来的前高元音裂化：/aː/→/ɛː/→/eː/→/iː/→/əi/。